# Hoda Barakat
Hoda Barakat, auch Huda Barakat (arabisch هدى بركات, DMG Hudā Barakāt; * 1952 in Beirut), ist eine libanesische Schriftstellerin, die im Exil in Paris lebt.

## Leben
Hoda Barakat wuchs in einer maronitischen Familie auf. Sie studierte Französisch, heiratete einen Muslim und verließ den Libanon 1989 mit ihren beiden Söhnen. In Paris begann sie ihre Karriere als arabische Autorin. Sie wurde zuerst mit Werken bekannt, die während oder nach dem Libanesischen Bürgerkrieg (1975–1990) spielen.

## Werke

### In englischer Sprache
- The Stone of Laughter, Interlink Books, New York, 1995, ISBN 978-1-56656-197-6
- The Tiller of Waters, American University in Cairo Press, Cairo, 2001, ISBN 978-977-424-690-6
- Disciples of Passion, Syracuse University Press, Syracuse, 2005, ISBN 978-0-8156-0833-2
- Hoda Barakat's Sayyidi wa habibi: the authorized abridged edition for students of Arabic, Georgetown University Press, Washington DC, 2013, ISBN 978-1-62616-002-6

### In französischer Sprache
- La Pierre du Rire, 1990
- Les Illuminés, 1993
- Le Laboureur des eaux, 1998
- Mon maître, mon amour, 2007
- Le royaume de cette terre, 2012
- Courrier de nuit, 2018 (Originaltitel: arabisch بريد الليل, 2017)

## Auszeichnungen
- 2000 Naguib Mahfouz Medal
- 2002 Chevalier de l'Ordre des Arts et des Lettres
- 2008 Chevalier de L'Ordre du Mérite National[1]
- 2015 Auf der Shortlist für den Man Booker International Prize[2]
- 2019 International Prize for Arabic Fiction für The Night Mail (Nachtpost)